# Sarmiento (departamento de Santiago del Estero)
Sarmiento é um departamento da Argentina, localizado na 
província de Santiago del Estero.